# Dana Scott
Dana Stewart Scott (Berkeley, 11 de outubro de 1932) é um matemático, lógico, informático e filósofo estadunidense.
Contribuiu significativamente para a teoria dos autômatos, teoria dos modelos e semântica de linguagens de programação.